# Perfect Illusion
«Perfect Illusion» — перший сингл п'ятого студійного альбому американської поп-співачки Леді Ґаґи — «Joanne». Сингл вийшов 9 вересня 2016.

## Список композицій
Цифрове завантаження
1. "Perfect Illusion" — 3:02

## Чарти
Тижневі чарти
| Чарт (2016)                                        | Позиція |
| -------------------------------------------------- | ------- |
| Австралія (ARIA)                                   | 14      |
| Австрія (Ö3 Austria Top 40)                        | 21      |
| Бельгія (Ultratop 50 Flanders) (Фландрія)          | 43      |
| Бельгія (Ultratop 50 Wallonia) (Валлонія)          | 1       |
| Канада (Canadian Hot 100)                          | 17      |
| Канада (Canada AC) (Billboard)                     | 15      |
| Канада (CHR/Top 40) (Billboard)                    | 22      |
| Канада (Canada Hot AC) (Billboard)                 | 21      |
| Чехія (Singles Digitál Top 100)                    | 7       |
| Європейський Союз (Euro Digital Songs) (Billboard) | 71      |
| Фінляндія (Download) (Suomen virallinen lista)     | 1       |
| Франція (SNEP)                                     | 1       |
| Німеччина (Official German Charts)                 | 31      |
| Греція (Digital Songs) (Billboard Greece)          | 1       |
| Угорщина (Rádiós Top 40)                           | 3       |
| Угорщина (Single Top 40)                           | 3       |
| Ірландія (IRMA)                                    | 22      |
| Італія (FIMI)                                      | 5       |
| Японія (Billboard Japan Hot 100)                   | 35      |
| Ліван (The Official Lebanese Top 20)               | 15      |
| Мексика (Mexico Ingles Airplay) (Billboard)        | 26      |
| Нідерланди (Single Top 100) (Billboard)            | 58      |
| Нова Зеландія (Recorded Music NZ)                  | 31      |
| Польща (Polish Airplay Top 100)                    | 50      |
| Португалія (AFP)                                   | 14      |
| Росія (Tophit Weekly General Airplay)              | 75      |
| Шотландія (Official Charts Company)                | 3       |
| Словаччина (Rádio Top 100)                         | 61      |
| Словенія (Singles Digitál Top 100)                 | 4       |
| Словенія (SloTop50)                                | 41      |
| Іспанія (PROMUSICAE)                               | 34      |
| Швеція (Sverigetopplistan)                         | 38      |
| Швейцарія (Swiss Hitparade)                        | 16      |
| Велика Британія (Official Charts Company)          | 12      |
| США (Billboard Hot 100)                            | 15      |
| США (Adult Contemporary) (Billboard)               | 25      |
| США (Adult Top 40) (Billboard)                     | 17      |
| США (Dance Club Songs) (Billboard)                 | 13      |
| США (Dance/Mix Show Airplay) (Billboard)           | 28      |
| США (Mainstream Top 40) (Billboard)                | 22      |
| Венесуела (Record Report)                          | 27      |

## Продажі
| Країна                       | Сертифікат (таблиця продажів та сертифікатів) | Продажі |
| ---------------------------- | --------------------------------------------- | ------- |
| Австралія (ARIA)             | Золото                                        | +35,000 |
| Бразилія (Pro-Música Brasil) | Платина                                       | +60,000 |
| Канада (Music Canada)        | Золото                                        | +40,000 |
| Італія (FIMI)                | Золото                                        | +25,000 |

## Історія релізів
| Країна | Дата            | Формат                 | Лейбл                | Виноски |
| ------ | --------------- | ---------------------- | -------------------- | ------- |
| Світ   | 9 вересня 2016  | Цифрове завантаження   | Interscope Universal | [ 1 ]   |
| Італія | 9 вересня 2016  | Contemporary hit radio | Universal            | [ 2 ]   |
| США    | 12 вересня 2016 | Hot AC radio           | Interscope           | [ 3 ]   |
| США    | 13 вересня 2016 | Contemporary hit radio | Interscope           | [ 4 ]   |